# Waveland (Mississipi)
Waveland és una població dels Estats Units a l'estat de Mississipi. Segons el cens del 2000 tenia 6.674 habitants.

## Demografia
Segons el cens del 2000, Waveland tenia 6.674 habitants, 2.731 habitatges, i 1.783 famílies. La densitat de població era de 378,4 habitants per km².
Dels 2.731 habitatges en un 31,4% hi vivien nens de menys de 18 anys, en un 46,6% hi vivien parelles casades, en un 14,8% dones solteres, i en un 34,7% no eren unitats familiars. En el 29,1% dels habitatges hi vivien persones soles l'11,7% de les quals corresponia a persones de 65 anys o més que vivien soles. El nombre mitjà de persones vivint en cada habitatge era de 2,43 i el nombre mitjà de persones que vivien en cada família era de 3,01.
Per edats la població es repartia de la següent manera: un 26% tenia menys de 18 anys, un 7,5% entre 18 i 24, un 28,3% entre 25 i 44, un 23,9% de 45 a 60 i un 14,2% 65 anys o més.
L'edat mediana era de 38 anys. Per cada 100 dones de 18 o més anys hi havia 84,3 homes.
La renda mediana per habitatge era de 33.304 $ i la renda mediana per família de 38.438 $. Els homes tenien una renda mediana de 29.762 $ mentre que les dones 21.694 $. La renda per capita de la població era de 16.413 $. Entorn de l'11,6% de les famílies i el 13,7% de la població estaven per davall del llindar de pobresa.

## Poblacions més properes
El següent diagrama mostra les poblacions més properes.